# MKpV Nagy Körös, Villám és Csillag
Az MKpV Nagykörös, Csillag, Villám szerkocsisgőzmozdony-sorozat volt a Magyar Középponti Vasútnál (röviden MKpV, németül: Ungarische Zentralbahn, UZB).

## Története
Az 1B tengelyelrendezésű mozdonyok jól beváltak, így az MKpV további mozdonyokat rendelt a WRB mozdonygyártól. A mozdonyok 1848 és 1849 között épültek, és ellentétben más 1B jellegű mozdonyokkal, tehervonati szolgálatban dolgoztak. Ezért kisebb kerékkel készültek. A kor szokásának megfelelően elnevezték őket NAGY KÖRÖS, VILLÁM és CSILLAG-nak. A mozdonyok belsőkeretesek, külső, vízszintes hengerelrendezésűek voltak. Az állókazánfedél félgömb alakú volt.
A Csillag nevű mozdonyt 1849-ben megvásárolta a Ferdinánd császár Északi Vasút (Kaiser-Ferdinands-Nordbahn (KFNB)) és ott átnevezték JASON-ra.
Amikor 1850-ben az MKpV-t államosították és beolvadt az (Osztrák) cs. kir. Délkeleti Államvasútba (SöStB) az átkerült két mozdonyokat átszámozták 31-32-re. 1855-ben az ÁVT az SöStB-t megvásárolta, a mozdonyokat 310-311 pályaszámúakra számozta át. 1873-tól 340-341pályaszámokat kaptak a második számozási rendszerben. A VILLÁM-ot még a harmadik pályaszámrendszerében is beszámozta az ÁVT, 1873-tól a 2101-es számon üzemelt. 1902-ben selejtezték. A NAGYKÖRÖS 1879-ben lett selejtezve.
Mivel ez az építési elrendezés bevált, a SöStB további nagyobb darabszámot rendelt belőlük. Így 1850 és 1851 között a WRB nyolc, név szerint ARAD, KECSKEMÉT, SZENT-MIKLOS, NANA, KÖVESD, VECSÉS, LÉVA és TÁTRA nevű mozdonyt szállított. Ugyancsak 1850 és 51 között jött a Bécsújhelyi Mozdonygyártól is nyolc darab - a VERÖCZE, SZERED, HOLICS, TOKAJ, IPOLY, GARAM, VAGH és WEIDRITZ nevűek - az SöStB állományába. 1852-ben következett ugyanezektől a gyártóktól nyolc darab: a SZEGEDIN, TEMESVÁR, TYRNAU, SCHEMNITZ, LEOPOLDSTADT, GÖNYÜ, RAAB (később WEISSKIRCHEN) és WIESELBURG (később JASSENOVA). 1852–1854 között a Bécsújhelyi Mozdonygyártól további 38 db mozdony érkezett.
A bécsújhelyi építésű gépek az eredetiektől a hosszabb tűzcsövekben (4,27 m) különböztek, azonkívül egyrészének nagyobb volt a tapadósúlyúja (21,7) t.
Az Arad sorozatnak a SöStB a 33-40 pályaszámokat adta, az ÁVT 350-357, majd 1873-tól 342-359 (IIIf sorozat). A SZENT-MIKLOS, a KÖVESD és a TÁTRA még a harmadik számozási rendszerben is kapott pályaszámot: 2102-2104. 1897-ben selejtezték őket.
A VERŐCZE sorozat SöStB pályaszámai 45-52 voltak, az ÁVT először 358-365, majd 1873-tól már csak a SZERED és a HOLICS kaptak új számokat: 217-218 (IIIf sorozat). 1897-ben selejtezték őket.
A SZEGEDIN sorozat a SöStB-nél 69-76 pályaszámokat kapott, az ÁVT-nél először 374-381, 1873-ban 234-239 (IIIf sorozat), és IVr kategória 257-258 az ÁVT Pesti műhelyében átépítettek. A SCHEMITZ és a JASSENOVA 1891-ben a MÁV állományába került Is osztály 1286-1287 pályaszámokon. Ez utóbbi még megkapta a 252.001 pályaszámot, mielőtt 1911-ben selejtezték.
A BÁBOLNA sorozat a SöStB-nél 77-114 pályaszámokat, az ÁVT-nél először 400-437, 1873-tól IIIf sorozat 240-255 és az átépítettek IVr sorozat 259-280. 1891-ben a még 24 db a MÁV-hoz került az ÁVT magyar pályarészeinek államosításakor, melynek egy részét a IIs osztály 1289-1300 pályaszámok alá osztották be, 1911-ben még három mozdony üzemelt, ezek a 252 sorozat 002-004 pályaszámait kapták. 1913-ban selejtezték őket.

## Fordítás
- Ez a szócikk részben vagy egészben  az   UZB – Nagy Körös, Villám und Csillag című német Wikipédia-szócikk fordításán alapul.  Az eredeti cikk szerkesztőit annak laptörténete sorolja fel. Ez a jelzés csupán a megfogalmazás eredetét és a szerzői jogokat jelzi, nem szolgál a cikkben szereplő információk forrásmegjelöléseként.